# A Klase 1946
L'edizione 1946 del A Klase fu la seconda come campionato della Repubblica Socialista Sovietica Lituana; il titolo fu vinto dalla Dinamo Kaunas, giunto al suo 1º titolo.

## Formula
Si tornò a disputare il campionato su un girone unico: le squadre partecipanti furono 8 che si incontrarono in gironi di sola andata e ritorno per un totale di 7 incontri per squadra. Non erano previste retrocessioni.

## Classifica finale
|                        | Pos. | Squadra               | Pt | G | V | N | P | GF | GS | DR  |
| ---------------------- | ---- | --------------------- | -- | - | - | - | - | -- | -- | --- |
| RSS Lituana (bandiera) | 1.   | Dinamo Kaunas         | 13 | 7 | 6 | 1 | 0 | 32 | 11 | +21 |
|                        | 2.   | Spartakas Kaunas      | 10 | 7 | 5 | 0 | 2 | 27 | 11 | +16 |
|                        | 3.   | Lokomotyvas Panevėžys | 9  | 7 | 3 | 3 | 1 | 12 | 14 | -2  |
|                        | 4.   | Spartakas Šiauliai    | 8  | 7 | 4 | 0 | 3 | 33 | 28 | +5  |
|                        | 5.   | Lokomotyvas Kaunas    | 7  | 7 | 3 | 1 | 3 | 20 | 15 | +5  |
|                        | 6.   | Zalgiris Vilnius      | 4  | 7 | 1 | 2 | 4 | 9  | 21 | -12 |
|                        | 7.   | Audra Klaipėda        | 4  | 7 | 2 | 0 | 5 | 12 | 30 | -18 |
|                        | 8.   | Dinamo Vilnius        | 1  | 7 | 0 | 1 | 6 | 15 | 30 | -15 |